# Comptoir des Textiles Artificiels
Pour les articles homonymes, voir Comptoir (homonymie).
Le Comptoir des Textiles Artificiels (CTA) est une société française, créée en 1911.

## Sources
- Jean Lambert-Dansette, Histoire de l'entreprise et des chefs d'entreprise en France : L'entreprise entre deux siècles (1880-1914), Les rayons et les ombres, vol. 5, 2009.

- Jacquet Boudet, Le monde des affaires en France de 1830 à nos jours, 1952.

- Pierre Cayez, Rhône-Poulenc, 1895-1975 : contribution à l'étude d'un groupe industriel, 1988.

- patronsdefrance.fr